# Loretta Doyle
Pour les articles homonymes, voir Doyle.
Loretta Doyle, née le 12 juillet 1963, est une judokate britannique. Elle compte à son palmarès un titre mondial et deux titres européens.

## Palmarès international
| Année | Compétition           | Lieu      | Résultat | Catégorie      |
| ----- | --------------------- | --------- | -------- | -------------- |
| 1980  | Championnats d'Europe | Udine     | 3e       | Moins de 56 kg |
| 1980  | Championnats du monde | New York  | 3e       | Moins de 56 kg |
| 1981  | Championnats d'Europe | Madrid    | 2e       | Moins de 52 kg |
| 1982  | Championnats d'Europe | Oslo      | 2e       | Moins de 52 kg |
| 1982  | Championnats du monde | Paris     | 1re      | Moins de 52 kg |
| 1983  | Championnats d'Europe | Gênes     | 1re      | Moins de 52 kg |
| 1986  | Championnats d'Europe | Londres   | 3e       | Moins de 52 kg |
| 1986  | Jeux du Commonwealth  | Édimbourg | 2e       | Moins de 52 kg |
| 1990  | Jeux du Commonwealth  | Auckland  | 1re      | Moins de 56 kg |
| 1991  | Championnats d'Europe | Prague    | 2e       | Moins de 52 kg |
| 1992  | Championnats d'Europe | Paris     | 1re      | Moins de 52 kg |